# 3445 Pinson
3445 Pinson este un asteroid din centura principală, descoperit pe 16 martie 1983 de Evan Barr.